# Reggie Miller
Reggie Miller (Riverside (Califòrnia) és un exjugador de bàsquet estatunidenc i actual analista esportiu que va militar als Indiana Pacers de l'NBA. Jugava en la posició d'escorta i és avui dia el segon jugador que més triples ha aconseguit en la història de la lliga.